# Val de Louyre et Caudeau
Val de Louyre et Caudeau est une commune française située dans le département de la Dordogne, en région Nouvelle-Aquitaine. Elle a été créée le 1er janvier 2017 sous le statut de commune nouvelle et regroupe les anciennes communes de Cendrieux, Saint-Laurent-des-Bâtons et Sainte-Alvère. Elle a succédé à l'éphémère commune nouvelle de Sainte-Alvère-Saint-Laurent Les Bâtons.
C'est l'une des communes les plus étendues du département.

## Géographie

### Généralités
La commune nouvelle regroupe les communes de Cendrieux, Saint-Laurent-des-Bâtons et Sainte-Alvère, qui deviennent des communes déléguées le 1er janvier 2017. Son chef-lieu se situe à Sainte-Alvère.
Avec plus de 82 km2, c'est la cinquième commune la plus étendue du département, après Mareuil en Périgord, Brantôme en Périgord, Bassillac et Auberoche et La Roche-Chalais.
| Carte des communes constitutives de Val de Louyre et Caudeau. |

### Communes limitrophes
Val de Louyre et Caudeau est limitrophe de quatorze autres communes : Saint-Michel-de-Villadeix, Veyrines-de-Vergt, Salon et Lacropte au nord, Saint-Félix-de-Reillac-et-Mortemart au nord-est, Journiac et Saint-Avit-de-Vialard à l'est, Paunat au sud-est, Pezuls et Sainte-Foy-de-Longas au sud, Saint-Marcel-du-Périgord et Saint-Félix-de-Villadeix au sud-ouest, Fouleix et Saint-Amand-de-Vergt au nord-ouest.

### Géologie et relief

#### Géologie
Situé sur la plaque nord du Bassin aquitain et bordé à son extrémité nord-est par une frange du Massif central, le département de la Dordogne présente une grande diversité géologique. Les terrains sont disposés en profondeur en strates régulières, témoins d'une sédimentation sur cette ancienne plate-forme marine. Le département peut ainsi être découpé sur le plan géologique en quatre gradins différenciés selon leur âge géologique. Val de Louyre et Caudeau est située dans le troisième gradin à partir du nord-est, un plateau formé de calcaires hétérogènes du Crétacé.
Les couches affleurantes sur le territoire communal sont constituées de formations superficielles du Quaternaire et de roches sédimentaires datant pour certaines du Cénozoïque, et pour d'autres du Mésozoïque. La formation la plus ancienne, notée c4b-c, date du Santonien moyen à supérieur, composée de calcaire crayo-glauconieux avec niveaux à huîtres (P. vesicularis), devenant au sommet plus grossier à silex et rudistes (formation de Saint-Félix-de-Reillac), faciès pouvant évoluer vers des sables fins et grès carbonatés à rudistes. La formation la plus récente, notée CFvs, fait partie des formations superficielles de type colluvions carbonatées de vallons secs : sable limoneux à débris calcaires et argile sableuse à débris. Le descriptif de ces couches est détaillé dans  la feuille « no 807 - Le Bugue » de la carte géologique au 1/50 000 de la France métropolitaine, et sa notice associée.

Carte géologique de Val de Louyre et Caudeau.

#### Relief et paysages
Le département de la Dordogne se présente comme un vaste plateau incliné du nord-est (491 m, à la forêt de Vieillecour dans le Nontronnais, à Saint-Pierre-de-Frugie) au sud-ouest (2 m à Lamothe-Montravel). L'altitude du territoire communal varie quant à elle entre 95 mètres et 263 mètres.
Dans le cadre de la Convention européenne du paysage entrée en vigueur en France le 1er juillet 2006, renforcée par la loi du 8 août 2016 pour la reconquête de la biodiversité, de la nature et des paysages, un atlas des paysages de la Dordogne a été élaboré sous maîtrise d’ouvrage de l’État et publié en octobre 2020. Les paysages du département s'organisent en huit unités paysagères,. La commune fait partie du Périgord central, un paysage vallonné, aux horizons limités par de nombreux bois, plus ou moins denses, parsemés de prairies et de petits champs.
La superficie cadastrale de la commune publiée par l'Insee, qui sert de référence dans toutes les statistiques, est de 82,12 km2,.

### Hydrographie

#### Réseau hydrographique
La commune est située dans le bassin de la Dordogne au sein du Bassin Adour-Garonne. Elle est drainée par le Caudeau, la Louyre, le Retz, le Verdanèon, la Pradelle, le Vern et par divers petits cours d'eau, qui constituent un réseau hydrographique de 40 km de longueur totale,.
Le Caudeau, d'une longueur totale de 38,47 km, prend sa source dans la commune de Veyrines-de-Vergt et se jette dans la Dordogne en rive droite à Bergerac, juste en aval du barrage de Bergerac. Il arrose l'ouest du territoire communal sur neuf kilomètres et demi dont six kilomètres et demi en limite de Veyrines-de-Vergt, Saint-Michel-de-Villadeix, Fouleix et Saint-Félix-de-Villadeix, en plusieurs tronçons.
La Louyre, d'une longueur totale de 25,51 km, prend sa source dans l'est de la commune, sur le territoire de l'ancienne commune de Cendrieux, près du château de la Pommerie, et se jette dans le Caudeau en rive gauche sur la commune de Lamonzie-Montastruc. Elle arrose le sud du territoire communal sur sept kilomètres et demi.
Deux autres affluents du Caudeau arrosent l'ouest de la commune : en rive droite le Retz sur deux kilomètres et demi, et en rive gauche, le Verdanèon ou Verdancon sur deux kilomètres.
Autre affluent de rive droite de la Dordogne, la Pradelle prend sa source dans le sud-est du territoire communal qu'elle arrose sur 700 mètres.
Le Vern, d'une longueur totale de 40,36 km, prend sa source sur la commune de Veyrines-de-Vergt, et se jette dans l'Isle en rive gauche à Neuvic. Il borde le nord-est de la commune sur deux kilomètres et demi, face à Veyrines-de-Vergt.

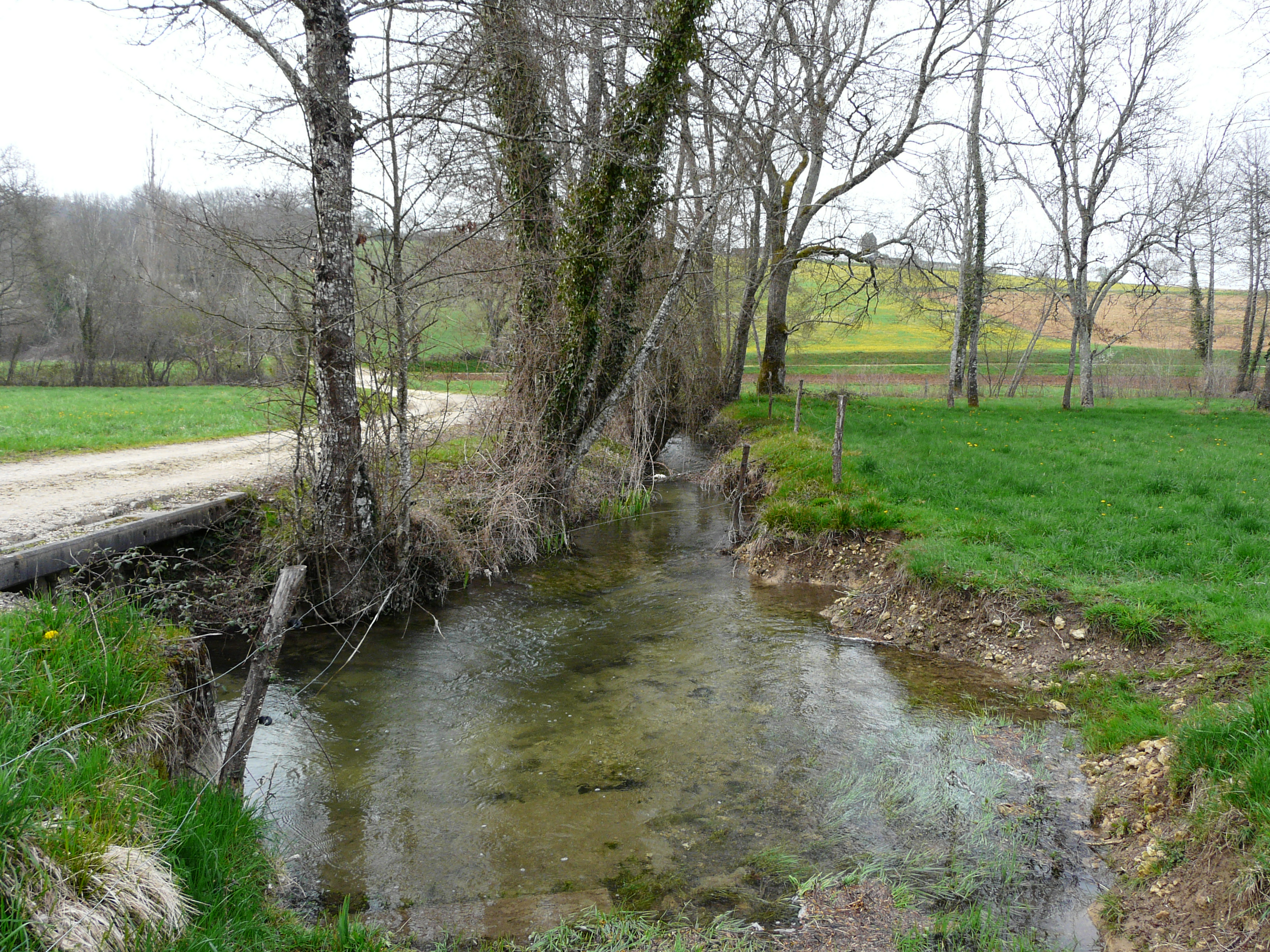
Le Caudeau, près du lieu-dit Guillegorce, marque la limite entre Saint-Amand-de-Vergt (à gauche) et Val de Louyre et Caudeau.
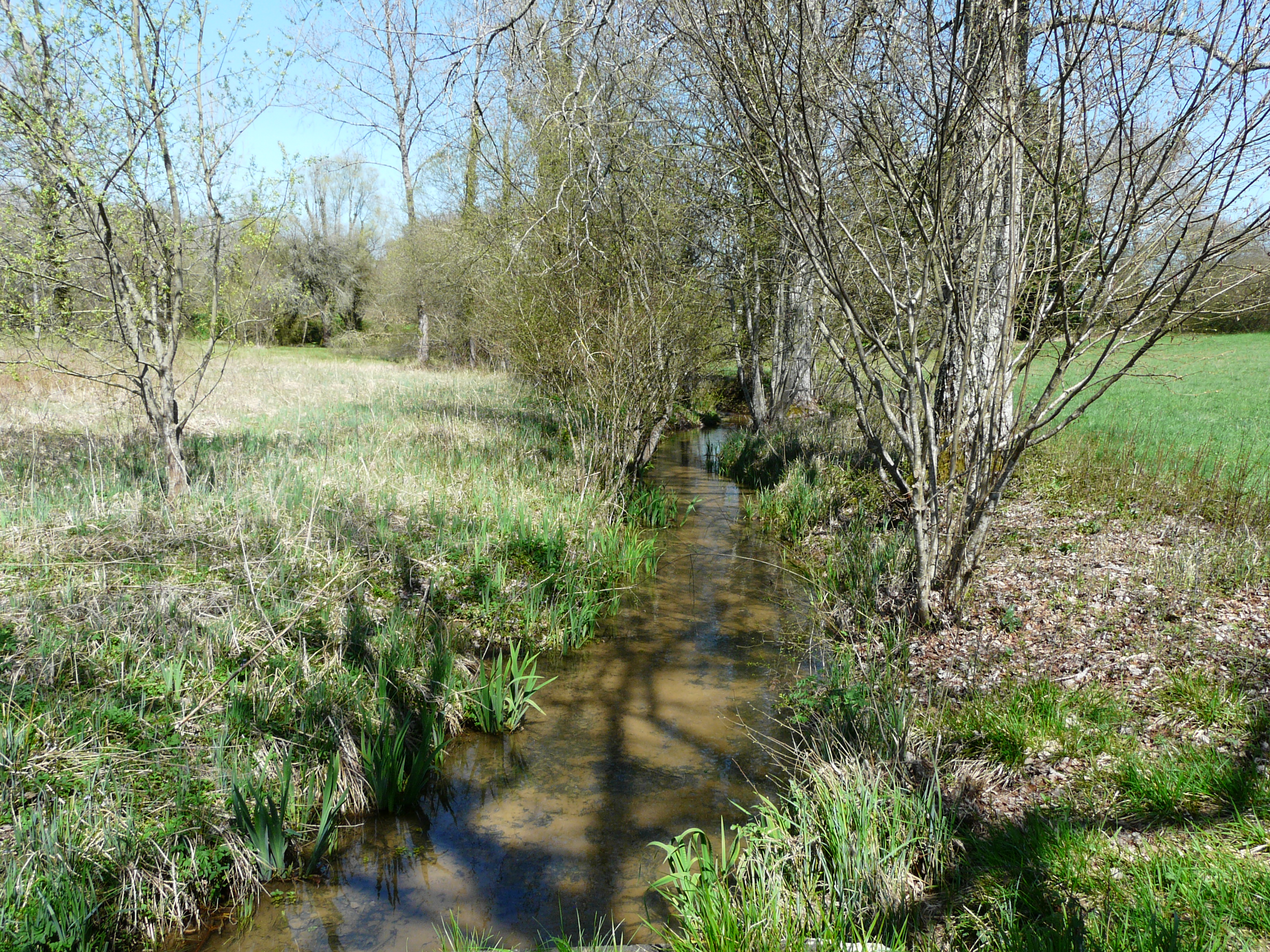
La Louyre en aval du Moulin de Durestal.
Réseaux hydrographique et routier de Val de Louyre et Caudeau.
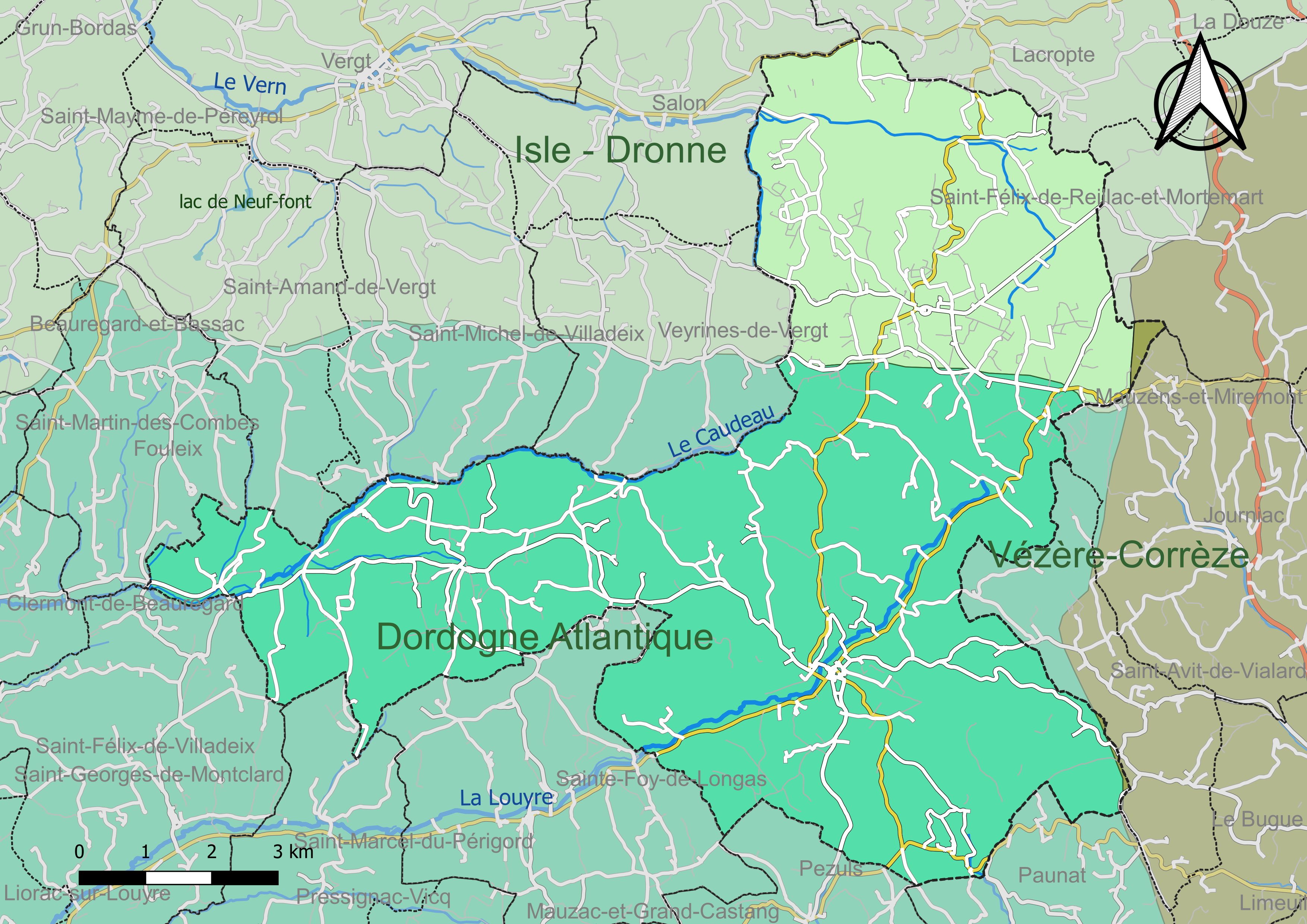
Carte des schémas d'aménagement et de gestion des eaux (SAGE) couvrant le territoire communal de Val de Louyre et Caudeau.

#### Gestion et qualité des eaux
Le territoire communal est couvert par les schémas d'aménagement et de gestion des eaux (SAGE) « Dordogne Atlantique »,  « Isle - Dronne » et « Vézère-Corrèze ». Le SAGE « Dordogne Atlantique », dont le territoire correspond au sous‐bassin le plus aval du bassin versant de la Dordogne (aval de la confluence Dordogne - Vézère)., d'une superficie de 2 700 km2 est en cours d'élaboration. La structure porteuse de l'élaboration et de la mise en œuvre est l'établissement public territorial de bassin de la Dordogne (EPIDOR). Le SAGE « Isle - Dronne », dont le territoire regroupe les bassins versants de l'Isle et de la Dronne, d'une superficie de 7 500 km2, a été approuvé le 2 août 2021. La structure porteuse de l'élaboration et de la mise en œuvre est également l'EPIDOR. Le SAGE « Vézère-Corrèze », dont le territoire regroupe les bassins versants de la Vézère et de la Corrèze, d'une superficie de 3 730 km2 est en cours d'élaboration. La structure porteuse de l'élaboration et de la mise en œuvre est le conseil départemental de la Corrèze. Ils définissent chacun sur leur territoire les objectifs généraux d’utilisation, de mise en valeur et de protection quantitative et qualitative des ressources en eau superficielle et souterraine, en respect des objectifs de qualité définis dans le troisième SDAGE  du Bassin Adour-Garonne qui couvre la période 2022-2027, approuvé le 10 mars 2022.
Au sud, la majeure partie de la commune dépend du SAGE Dordogne Atlantique. Dans le nord-est, près de 30 % du territoire communal, en limite de Veyrines-de-Vergt, Salon, Lacropte, Saint-Félix-de-Reillac-et-Mortemart et Journiac, est rattachée au SAGE Isle - Dronne. Enfin, en limite de ces deux dernières communes, au lieu-dit Fondenaud, une zone minime d'environ 25 hectares est rattachée au SAGE Vézère-Corrèze.
La qualité des eaux de baignade et des cours d'eau peut être consultée sur un site dédié géré par les agences de l'eau et l’Agence française pour la biodiversité.

### Climat
Pour des articles plus généraux, voir Climat de la Nouvelle-Aquitaine et Climat de la Dordogne.
En 2010, le climat de la commune est de type climat océanique altéré, selon une étude s'appuyant sur une série de données couvrant la période 1971-2000. En 2020, Météo-France publie une typologie des climats de la France métropolitaine dans laquelle la commune est toujours exposée à un climat océanique altéré et est dans la région climatique  Aquitaine, Gascogne, caractérisée par une pluviométrie abondante au printemps, modérée en automne, un faible ensoleillement au printemps, un été chaud (19,5 °C), des vents faibles, des brouillards fréquents en automne et en hiver et des orages fréquents en été (15 à 20 jours).
Pour la période 1971-2000, la température annuelle moyenne est de 12,8 °C, avec  une amplitude thermique annuelle de 15,1 °C. Le cumul annuel moyen de précipitations est de 922 mm, avec 11,8 jours de précipitations en janvier et 6,6 jours en juillet. Pour la période 1991-2020, la température moyenne annuelle observée sur la station météorologique la plus proche, située sur la commune de Bassillac et Auberoche à 24 km à vol d'oiseau, est de 13,1 °C et le cumul annuel moyen de précipitations est de 480,0 mm. Pour l'avenir, les paramètres climatiques de la commune estimés pour 2050 selon différents scénarios d’émission de gaz à effet de serre sont consultables sur un site dédié publié par Météo-France en novembre 2022.

## Urbanisme

### Typologie
Au 1er janvier 2024, Val de Louyre et Caudeau est catégorisée commune rurale à habitat très dispersé, selon la nouvelle grille communale de densité à 7 niveaux définie par l'Insee en 2022.
Elle est située hors unité urbaine et hors attraction des villes,.

### Villages, hameaux et lieux-dits
Outre les bourgs de Cendrieux, Saint-Laurent-des-Bâtons et Sainte-Alvère proprement dits, le territoire se compose d'autres villages ou hameaux, ainsi que de lieux-dits détaillés sur cet article, sur celui-ci et sur celui-là.

### Prévention des risques
Le territoire de la commune de Val de Louyre et Caudeau est vulnérable à différents aléas naturels : météorologiques (tempête, orage, neige, grand froid, canicule ou sécheresse), feux de forêts, mouvements de terrains et séisme (sismicité très faible). Un site publié par le BRGM permet d'évaluer simplement et rapidement les risques d'un bien localisé soit par son adresse soit par le numéro de sa parcelle.
Certaines parties du territoire communal sont susceptibles d’être affectées par le risque d’inondation par débordement de cours d'eau, notamment le Caudeau qui borde au nord le territoire l'ancienne commune de Saint-Laurent-des-Bâtons. Le risque inondation est pris en compte dans l'aménagement du territoire de la commune par le biais du plan de prévention des risques inondation (PPRI) de la « vallée du Caudeau », couvrant 14 communes et approuvé le 11 septembre 2015, pour les crues du Caudeau,.
Val de Louyre et Caudeau est exposée au risque de feu de forêt. L’arrêté préfectoral du 14 mars 2013 fixe les conditions de pratique des incinérations et de brûlage dans un objectif de réduire le risque de départs d’incendie. À ce titre, des périodes sont déterminées : interdiction totale du 15 février au 15 mai et du 15 juin au 15 octobre, utilisation réglementée du 16 mai au 14 juin et du 16 octobre au 14 février. En septembre 2020, un plan inter-départemental de protection des forêts contre les incendies (PidPFCI) a été adopté pour la période 2019-2029,.

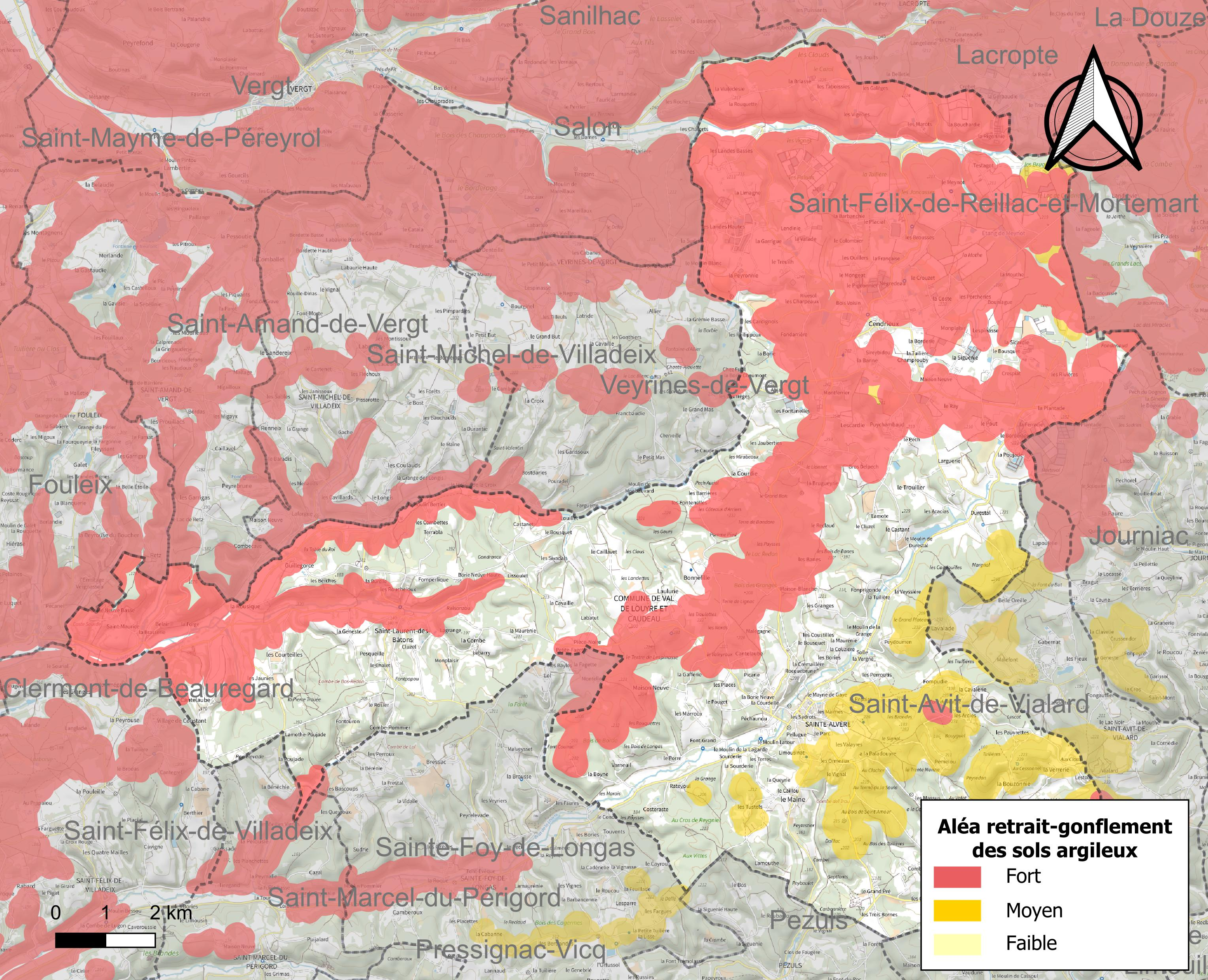
Carte des zones d'aléa retrait-gonflement des sols argileux de Val de Louyre et Caudeau.

Les mouvements de terrains susceptibles de se produire sur la commune sont des tassements différentiels. Le retrait-gonflement des sols argileux est susceptible d'engendrer des dommages importants aux bâtiments en cas d’alternance de périodes de sécheresse et de pluie. 52,8 % de la superficie communale est en aléa moyen ou fort (58,6 % au niveau départemental et 48,5 % au niveau national métropolitain). Depuis le 1er octobre 2020, en application de la loi ÉLAN, différentes contraintes s'imposent aux vendeurs, maîtres d'ouvrages ou constructeurs de biens situés dans une zone classée en aléa moyen ou fort,.
La commune a été reconnue en état de catastrophe naturelle au titre des dommages causés par les inondations et coulées de boue survenues en 1982, 1983, 1991 et 1999, par la sécheresse en 1989, 1992, 1995, 2005 et 2011 et par des mouvements de terrain en 1999.

## Histoire
Val de Louyre et Caudeau est une commune nouvelle créée le 26 septembre 2016 pour une prise d'effet au 1er janvier 2017.

## Politique et administration

### Rattachements administratifs et électoraux
En 2017, Val de Louyre et Caudeau est rattachée à l'arrondissement de Périgueux,, et électoralement au canton du Périgord central.

### Intercommunalité
En 2017, Val de Louyre et Caudeau est intégrée à la communauté d'agglomération Le Grand Périgueux.

### Administration municipale
Pendant une période courant jusqu'au prochain renouvellement des conseils municipaux (prévu en 2020), le conseil municipal de la nouvelle commune est constitué de l'ensemble des conseillers municipaux des anciennes communes (quinze pour Sainte-Alvère et Cendrieux, et onze pour Saint-Laurent-des-Bâtons, soit un total de 41). Le maire de la nouvelle commune est élu début 2017. Les maires des anciennes communes deviennent maires délégués de celles-ci.
La population de la commune étant comprise entre 1 500 et 2 499 habitants au recensement de 2017, dix-neuf conseillers municipaux auraient dû être élus en 2020. Cependant, s'agissant du premier renouvellement du conseil municipal d'une commune nouvelle, le nombre de conseillers élus est celui de la strate supérieure, soit vingt-trois.

### Communes déléguées
| Nom                      | Code Insee | Intercommunalité   | Superficie (km2) | Population (dernière pop. légale) | Densité (hab./km2) |
| ------------------------ | ---------- | ------------------ | ---------------- | --------------------------------- | ------------------ |
| Sainte-Alvère (siège)    | 24362      | Le Grand Périgueux | 32,42            | 821 (2015)                        | 25                 |
| Cendrieux                | 24092      | Le Grand Périgueux | 30,23            | 584 (2016)                        | 19                 |
| Saint-Laurent-des-Bâtons | 24435      | Le Grand Périgueux | 19,47            | 221 (2015)                        | 11                 |

### Liste des maires
| Période                          | Période  | Identité        | Étiquette | Qualité                                                                                         |
| -------------------------------- | -------- | --------------- | --------- | ----------------------------------------------------------------------------------------------- |
| janvier 2017 (réélu en mai 2020) | En cours | Philippe Ducène | LR        | ex-maire de Sainte-Alvère (1986-2015) ex-maire de Sainte-Alvère-Saint-Laurent Les Bâtons (2016) |

### Budget
Avant la fusion des trois communes, l'ensemble des dotations de l'État (dont la DGF), qui représentait 447 500 euros en 2015, passe à 620 000 euros en 2019. Par ailleurs, l'intégration en 2017 de la commune nouvelle dans la communauté d'agglomération Le Grand Périgueux a entrainé une baisse des impôts locaux par rapport aux trois anciennes communes : -6,24 % pour Cendrieux, -7,69 % pour Saint-Laurent-des-Bâtons et -3,89 % pour Sainte-Alvère.

### Politique environnementale
Dans son palmarès 2024, le Conseil national de villes et villages fleuris de France a attribué trois fleurs à la commune.

## Équipements et services publics

### Enseignement
En 2022, l'enseignement primaire se répartit entre les écoles de Sainte-Alvère (de la maternelle jusqu'au CE1) et de Cendrieux (du CE2 au CM2).

### Justice
Dans le domaine judiciaire, Val de Louyre et Caudeau relève : 
- du tribunal judiciaire, du tribunal pour enfants, du conseil de prud'hommes et du tribunal de commerce de Bergerac ;
- du pôle Nationalité du tribunal judiciaire de Périgueux (compétent uniquement dans le domaine de la nationalité) ;
- de la cour d'appel, du tribunal administratif et de la  cour administrative d'appel de Bordeaux.

## Population et société

### Démographie
L'évolution du nombre d'habitants est connue à travers les recensements de la population effectués dans la commune depuis sa création.

En 2022, la commune comptait 1 592 habitants.
| 2017  | 2022  |
| ----- | ----- |
| 1 588 | 1 592 |

### Sports
En 2014, en football, le FC Cendrieux fusionne avec celui de La Douze, formant le FC Cendrieux/La Douze (FCCL). En 2020, ce club fusionne avec L'Étoile Sportive Alvéroise et la Jeunesse du Périgord Centre (qui regroupait les jeunes du FCCL, de L'Étoile Sportive Alvéroise et de Vergt), la nouvelle entité prenant le nom de FC Périgord Centre (FCPC).

### Manifestations culturelles et festivités
À Saint-Laurent-des-Bâtons, « Fête des bâtons », en mai ou juin, initialement annuelle puis biennale (8e édition en 2024).

## Économie

### Emploi
En 2016, sur le territoire correspondant à Val de Louyre et Caudeau dans sa configuration de 2017, parmi la population communale comprise entre 15 et 64 ans, les actifs représentaient 689 personnes, soit 42,9 % de la population municipale. Il y avait 88 chômeurs, soit un taux de chômage de cette population active de 12,8 %.

### Établissements
Au 31 décembre 2015, sur ce même territoire, il y avait 212 établissements, dont 97 au niveau des commerces, transports ou services, 55 dans l'agriculture, la sylviculture ou la pêche, 29 dans la construction, 18 relatifs au secteur administratif, à l'enseignement, à la santé ou à l'action sociale, et 13 dans l'industrie.

### Entreprises et commerces
Depuis 1973, un marché aux truffes existe de décembre à février à Sainte-Alvère.
Implantée à Sainte-Alvère, la société « Fabrication électronique de Dordogne » (Fedd) fabrique des cartes électroniques assemblées ; en 2022, son chiffre d'affaires hors taxes est de 46 millions d'euros et elle emploie plus de 200 salariés.

## Culture locale et patrimoine
- Église Saint-Jean-Baptiste de Cendrieux

## Pour approfondir